# Balsall Common
Balsall Common – wieś w Anglii, w hrabstwie ceremonialnym West Midlands, w dystrykcie metropolitalnym Solihull. Leży 20 km na południowy wschód od miasta Birmingham i 144 km na północny zachód od Londynu. W 2001 miejscowość liczyła 6234 mieszkańców.